# کارلوس تهاس
کارلوس تهاس (اسپانیایی: Carlos Tejas‎؛ زادهٔ ۴ اکتبر ۱۹۷۱) یک بازیکن فوتبال اهل شیلی است.

## تیم ملی
وی همچنین در تیم ملی فوتبال شیلی بازی کرده است.